# Mirosternus dimidiatus
Mirosternus dimidiatus är en skalbaggsart som beskrevs av Perkins 1910. Mirosternus dimidiatus ingår i släktet Mirosternus och familjen trägnagare. Inga underarter finns listade i Catalogue of Life.